# Dvorečná
Dvorečná (německy Woraschne) je název katastrálního území a zaniklá ves, součást obce Loučovice v okrese Český Krumlov. Leží přibližně 3 km východně od Lipna nad Vltavou. 

## Historie
Ves byla v polovině 16. století uváděna, pod názvem „Twaroczna”, jako majetek kláštera klarisek v Českém Krumlově. Dvorečná byla při sčítání lidu v letech 1869–1910 pod názvem  „Vorašné“ osadou obce Wullachen (německý název pro Bolechy) v okrese Kaplice. Při sčítání v letech 1921–1930 byla Dvorečná osadou obce Bolechy. V roce 1921 zde stálo 12 domů a žilo 81 obyvatel. V důsledku uzavření Mnichovské dohody byla ves v letech 1938 až 1945 přičleněna k nacistickému Německu. V roce 1950 byla Dvorečná osadou obce Loučovice, stály zde jen čtyři domy a žilo zde 13 obyvatel. v dalších letech již jako osada není uváděna a je součástí Loučovic.